# Currie Cup 1990
La Currie Cup Division A de 1990 fue la quincuagésima segunda edición del principal torneo de rugby provincial de Sudáfrica.
El campeón fue el equipo de Natal Sharks quienes obtuvieron su primer campeonato.

## Sistema de disputa
El torneo se disputó en formato liga donde cada equipo se enfrentó a los equipos restantes, luego los mejores dos clasificados disputaron la final.

## Clasificación
| Pos. | Equipo              | Encuentros | Encuentros | Encuentros | Encuentros | Tantos | Tantos | Tantos | Puntos |
| Pos. | Equipo              | PJ         | PG         | PE         | PP         | F      | C      | Dif    | Puntos |
| ---- | ------------------- | ---------- | ---------- | ---------- | ---------- | ------ | ------ | ------ | ------ |
| 1.º  | Northern Transvaal  | 14         | 12         | 1          | 1          | 423    | 198    | +225   | 25     |
| 2.º  | Natal               | 14         | 11         | 1          | 2          | 324    | 231    | +93    | 23     |
| 3.º  | Free State          | 14         | 8          | 2          | 4          | 331    | 277    | +54    | 18     |
| 4.º  | Western Province    | 14         | 7          | 1          | 6          | 334    | 269    | +65    | 15     |
| 5.º  | Eastern Province    | 14         | 7          | 0          | 7          | 324    | 275    | +49    | 14     |
| 6.º  | Transvaal           | 14         | 6          | 0          | 8          | 335    | 307    | +28    | 12     |
| 7.º  | Western Transvaal   | 14         | 1          | 1          | 12         | 212    | 489    | –277   | 3      |
| 8.º  | Northern Free State | 14         | 1          | 0          | 13         | 214    | 451    | –237   | 2      |

|  | Finalistas. |
|  | Descenso.   |

### Final
| 6 de octubre | Northern Transvaal | 12 - 18 | Natal Sharks | Loftus Versfeld, Pretoria |  |

| Bandera de Sudáfrica |
| Campeón Natal Sharks |
| Primer título        |